# غرينفيلد (كاليفورنيا)
غرينفيلد (بالإنجليزية: Greenfield )‏ هي إحدى مدن مقاطعة مونتيري، كاليفورنيا. تم إعطاءها لقب مدينة في 7 يناير، 1947.